# Застружне
Застружне (пол. Zastrużne, нім. Sastrosnen) — село в Польщі, у гміні Ожиш Піського повіту Вармінсько-Мазурського воєводства.
У 1975—1998 роках село належало до Сувальського воєводства.